# تپه سرکلو کرفه
تپه سرکلو کرفه در شهرستان پل‌دختر، بخش مرکزی، روسنای پران پرویز واقع شده و این اثر در تاریخ ۱۰ مهر ۱۳۸۰ با شمارهٔ ثبت ۴۰۸۰ به‌عنوان یکی از آثار ملی ایران به ثبت رسیده است.